# Denis Bodart
Pour les articles homonymes, voir Bodart.
Denis Bodart, né le 30 novembre 1962 à Namur, est un dessinateur et coloriste de bande dessinée belge.

## Biographie
Denis Bodart naît le 30 novembre 1962 à Namur et il se passionne depuis qu'il est tout jeune pour la bande dessinée. Autodidacte, il prend conseil auprès d'André Beckers, Francis et François Walthéry. 
En juin 1985, il publie son premier album Saint-Germain des Morts, sur un scénario d'Alain Streng dans la collection « Histoire singulière » aux éditions Bédéscope puis il effectue son service militaire. Démobilisé, il va s'associer avec Yann au scénario pour Les Affreux, publié dans Circus en juillet 1988. Ce sera le premier tome de la série Célestin Speculoos dont il assure également la mise en couleur. Ce premier épisode sera publié en album chez Glénat 1989, suivi d'un deuxième volume, Mai 68, en 1993. 
En octobre 1988, dans L'Écho des savanes, Bodart retrouve Yann pour Nicotine Goudron, série ensuite publiée en deux albums édités par Albin Michel en 1990 et 1991 .
En 1989, le temps d'un album, il reprend, toujours avec Yann, Chaminou, une création de Raymond Macherot, chez Marsu Productions. 
En 1994, il dessine un album de science-fiction Les Aberrants sur un scénario de Chris Lamquet publié chez Claude Lefrancq.
En 1995, il fait son entrée chez Spirou avec Tracks le chien, sur un scénario de Jean-Louis Janssens. Cette série connaîtra quatre épisodesjusqu'à ce que Bodart et Janssens proposent une nouvelle héroïne en 1996, Noémie Coton, qui vivra elle aussi le temps de quatre courts récits. 
En 1997, avec La Porchère qui avait perdu son ombre, un récit de 6 planches, Bodart participe aux Sales petits contes Andersen adaptés par Yann dans la collection « Humour libre » aux éditions Dupuis. Puis en 1998, il dessine pour Spirou les 9 pages de Space Mounties sur un scénario de Pierre Veys. 
Enfin, il s'associe au scénariste Fabien Vehlmann pour la série Green Manor qui débute en 1998 dans Spirou no 3161 (la série sera ensuite publiées en trois albums chez Dupuis de 2001 à 2005, puis dans une intégrale en 2010). 
En 2016, Bodart retrouve Vehlmann pour les 8 pages de Météor Man dans Spirou puis il dessine un récit intitulé Tireur au flanc scénarisé par Thierry Gloris, en hommage à la série Les Tuniques bleues , qui sera ensuite repris dans l'album Histoires courtes des Tuniques bleues par.
En mai 2022, Denis Bodart partage son atelier avec Renaud Collin à Namur.
En dehors de ses publications, Denis Bodart collabore aussi épisodiquement pour le cinéma en tant que concept artist. Il a notamment travaillé sur Spider-man : New Generation et Vaillante.

## Style et influences
Selon Patrick Gaumer, le graphisme de Denis Bodart est caractérisé par un trait nerveux et dynamique qui peut rappeler celui de Franquin.
Denis Bodart reconnaît que sa « culture BD s'est longtemps limitée aux classiques franco-belges » même s'il a aussi été influencé par la nouvelle génération des années 1980, « des gens qui ont fait la révolution comme Frank Le Gall, Yves Chaland, Andreas, Didier Conrad, Jean-Claude Mézières ». Il estime néanmoins que son travail de découpage et de mise en scène doit surtout au cinéma classique : « Un aspect de mon travail qui est encore bien présent aujourd'hui, dans la composition des planches, la recherche de plans, qui tient plus du cinéma. Celui de minuit que j'aimais. J'y ai vu des classiques : Les Enfants du paradis, Casque d'or, Les Yeux sans visage. ».
Denis Bodart estime qu'il « manque cruellement de méthode » et qu'il est « terriblement lent », ce qui aboutit à une bibliographie relativement clairsemée, et pavée de projets abandonnés, malgré une carrière de plus de 40 ans.

## Publications

### Albums de bande dessinée
- Saint-Germain des morts[2],[22], Bédéscope, coll. « Histoire singulière », Bruxelles, juin 1985
Scénario : Alain Streng - Dessin et couleurs : Denis Bodart,réédition par les Éditions du Tiroir en 2022[15].  (ISBN 978-2-931027-56-1)

- 1989 : Célestin Speculoos t. 1, Les Affreux[5], scénario Yann, Glénat, coll. « Sale Caractère »  (ISBN 2-7234-1016-1)
- 1989 : Chaminou t. 2, L'Affaire Carotassis, scénario Yann, Marsu Productions  (ISBN 2950221165)
- 1990 : Nicotine Goudron t. 1, Nicotine Goudron, scénario Yann, Albin Michel  (ISBN 2-226-03983-X)
- 1992 : Nicotine Goudron t. 2, L'Incurable Nicotine, scénario Yann, Albin Michel  (ISBN 2-226-05676-9)
- 1993 : Célestin Speculoos t. 2, Mai 68, scénario Yann, Glénat, coll. « Sale Caractère »  (ISBN 2723412199)
- 1993 : F1 1993 Prost-Senna : Le défi, illustrations Denis Bodart, textes de Lionel Froissart, La Sirène
- 1994 : Les Aberrants, scénario Christian Lamquet, Claude Lefrancq Éditeur  (ISBN 2-87153-182-X)
- 1997 : Sales petits contes - Andersen, collectif sur scénario de Yann, Dupuis
- 2001 : Green Manor t. 1, Assassins et gentlemen, scénario Fabien Vehlmann, Dupuis[23]
- 2002 : Green Manor t. 2, De l'inconvénient d'être mort[24], scénario Fabien Vehlmann, Dupuis
- 2004 : 24 heures sous tension, éd. Corporate Fiction - mise en couleurs d'Étienne Simon
- 2005 : Green Manor t. 3, Fantaisies meurtrières, scénario Fabien Vehlmann, Dupuis[25],[26]
- 2007 : Profession : géomètre-expert, Corporate Fiction - mise en couleurs d'Étienne Simon (Yuio)
- 2010 : Green Manor, l'intégrale, scénario Fabien Vehlmann, Dupuis, coll. « Patrimoine »  (ISBN 978-2-8001-4770-3), — Réédition augmentée en 2018  (ISBN 979-10-34735-47-1).
- 2023 : Gone with the wind , scénario et dessin de Pierre Alary d'après Margaret Mitchell, Rue de Sèvres (collaboration au dessin[18])

### Collectifs
- 20 Couvertures pour Spirou et Fantasio[27], Éditions du Lion, Bruxelles, 1987
Scénario et couleurs : collectif - Dessin : collectif dont Denis Bodart20 auteurs imaginent une couverture d'album.
- Nous, Tintin[28], Les Éditions du Lion, Bruxelles, 1987
Scénario : collectif - Dessin : collectif dont Denis Bodart - Couleurs : quadrichromie -  (ISBN 2-87226-000-5),Préface : Wim Wenders. 36 couvertures imaginaires pour une aventure de Tintin.
- Les Chansons illustrées de Patrick Bruel, Soleil, Toulon, novembre 2005
Scénario : collectif - Dessin : collectif dont Denis Bodart - Couleurs : quadrichromie -  (ISBN 2-84946-316-7),Contribution : illustration de la chanson de Patrick Bruel : Place des Grands Hommes.
- Joyeuses nouvelles pour petits adultes et grands enfants[29], Dupuis, coll. « Bonne nouvelle », Marcinelle, 2010
Scénario : Zidrou - Dessin : Alexeï Kispredilov, Denis Bodart, Édith, Frank, Mio Franco, Jordi Lafebre, Oriol, Roger, Laurent Van Beughen, Will -  (ISBN 978-2-8001-4848-9)
- La Galerie des Illustres, Dupuis, Marcinelle, 5 avril 2013
Scénario : collectif - Dessin : collectif dont Denis Bodart - Couleurs : quadrichromie -  (ISBN 978-2-8001-5711-5)Entretiens menés par Jean-Pierre Fuéri.
- HS4. Des histoires courtes par..., Dupuis, Marcinelle, 28 octobre 2016
Scénario et couleurs : collectif - Dessin : collectif dont Denis Bodart - (ISBN 2-87135-004-3)

## Filmographie partielle
- 2018 : Spider-Man : New Generation (recherches graphiques)
- 2022 : Vaillante (recherches graphiques)

## Prix et récompenses
- 2002 :  prix Évasion, décerné par les jeunes détenus de la maison d’arrêt de Chambéry au Festival international de la bande dessinée de Chambéry[30] pour Green Manor t. 2 partagé avec Fabien Vehlmann ;
- 2004 :  prix de la ville d'Andenne pour l'ensemble de son œuvre décerné lors de la Fête de la BD et du livre pour enfants[31].
- 2005 : 
  -  Alph Art de la communication 2005 au Festival d'Angoulême pour la bande dessinée 24H sous Tension, avec Yuio et l'agence Corporate Fiction, Pfizer.[réf. souhaitée] ;
  -  prix du meilleur dessin décerné par la Chambre belge des experts en bande dessinée pour Green Manor tome 3 Fantaisies meurtrières (Dupuis)[32].

#### Périodiques
- L'Inédit : Les dessins que vous n'auriez sans doute jamais vus ! no 18, automne 2004, La Grande Ourse ASBL
- Sketchbook no 1, Bodart/Wieringo, janvier 2007, La Grande Ourse ASBL
- Jean-Pierre Fuéri, « La Galerie des illustres », Spirou, Dupuis, no 3918,‎ 15 mai 2013, p. 38
- Hugues Dayez, « Les Aventures d'un journal : Green manor, le charme d'un club anglais », Spirou, Dupuis, no 4127,‎ 17 mai 2017, p. 39
- Paul Satis, « Bienvenue dans mon atelier - Renaud Collin », Spirou, Dupuis, no 4387,‎ 11 mai 2022, p. 15.

#### Articles
- Denis Bodart, Lambil et Renaud Collin (interviewés par Alexis Seny), « Interview : Regards croisés de Lambil, Renaud Collin et Denis Bodart sur les Tuniques Bleues », Branchés Culture,‎ 23 novembre 2016 (lire en ligne, consulté le 4 juillet 2022).

### Vidéographie
- [vidéo] « Auteurs namurois de BD - Première partie », sur YouTube
- [vidéo] « Denis Bodart 1999 », sur YouTube